# 水章県
水章県（すいしょう-けん）は、紀元1世紀の初めから紀元23年まで、中国の新の時代（8年 - 23年）にあった県である。現在の陝西省西安市に位置した。

## 歴史
前漢の覇陵県を改称して発足した。年は不明で、次に述べる郡改編との前後関係も不明である。
はじめ京兆尹に属したが、天鳳元年（17年）4月の制度改革で京兆尹が廃されると、新設の光尉郡の下に入った。
新の滅亡により、もとの覇陵県に戻った。